# 리처드 해밍
리처드 웨슬리 해밍(영어: Richard Wesley Hamming IPA: [ˈɹɪtʃə(ɹ)d ˈwɛsli ˈhæmɪŋ], 1915년 2월 11일 ~ 1998년 1월 7일)은 미국의 수학자이자 컴퓨터 과학자이다. 전산학과 통신 이론에 큰 공헌을 하였으며, 특히 해밍 부호와 해밍 거리를 도입하였다.

## 생애
1915년 2월 11일 시카고에서 태어났다. 아버지 리처드 해밍(영어: Richard J. Hamming)은 신용 관리사였으며, 어머니는 메이블 레드필드(영어: Mabel G. Redfield)였다. 시카고에서 고등학교를 다녔으며, 시카고의 2년제 전문 대학인 맬컴 엑스 대학(영어: Malcolm X College, 舊名 영어: Crane Junior College)을 졸업하였다.
원래 공학을 공부하고 싶었으나, 여러 대학에 지원하였지만 대공황 도중 장학금을 수여하겠다는 대학교는 시카고 대학교 밖에 없었으며, 당시 시카고 대학교에는 공대가 없었다. 이 때문에 해밍은 대신 시카고 대학교에서 수학을 전공하여, 1937년에 학사 학위를 수여받았다.
이후 1939년에 네브래스카 대학교 링컨에서 석사 학위를 수여받았으며, 1942년에 일리노이 대학교 어배너-섐페인에서 박사 학위를 수여받았다. 박사 학위 논문은 선형 상미분 방정식에 대한 것이었다. 같은 해 9월 5일에 일리노이 대학교 어배너-섐페인에서 영문학 석사 과정 학생이던 완다 리틀(영어: Wanda Little)과 결혼하였다.
1944년에 루이빌 대학교 공대의 조교수가 되었다.
1945년 4월부터 맨해튼 계획에 참가하였으며, 아내 완다 역시 맨해튼 계획에서 계산수(計算手)로 참가하였다. 훗날 해밍은 이에 대하여 다음과 같이 회고하였다.
| “ | 첫 실제 실험 직전에 (소규모 실험은 불가능하다는 걸 알고 있겠지, 임계 질량에 도달하거나 아니면 도달하지 않거나 둘 중 하나라네), 한 남자가 내게 자신이 한 계산을 검산해 달라고 부탁했다네. 난 승락했지, 아마 부하 직원한테 넘기면 될 거라고 생각하면서. 근데 뭐에 대한 계산인지 물어봤더니, 그는 “핵폭탄이 대기 전체를 점화할 확률이야.”라고 답했어. 그래서 난 스스로 검산해 볼 거라고 다짐했지! 그 다음 날에 그 남자가 내게 왔을 때 나는 이렇게 말했어. “산수는 맞는 것 같은데, 산소와 질소 포획 단면에 대한 공식은 잘 모르겠군요. 물론 이런 에너지 규모에선 실험을 지금까지 아예 할 수 없었겠지만요.” 그러자 그는 이렇게 말했어, 물리학자들은 보통 수학자한테 그렇게 말하잖아, 물리 말고 산수를 확인해 달라는 거였다고, 하고 그냥 떠났어. 난 혼자서 “해밍, 방금 뭘 한 거야, 전 우주에 알려진 모든 생물들이 멸종될 위기에 처해 있는데, 필수적인 부분을 잘 몰라?”라고 중얼거렸지. 복도에서 서성이고 있을 때 한 친구가 내게 뭐가 문제인지 물었어. 난 그 친구한테 얘기를 했지. 그 친구가 뭐라고 했는지 알아? “해밍, 신경 꺼. 만약 일이 잘못돼도 아무도 널 비난할 수 없을 테니까.” Shortly before the first field test (you realize that no small scale experiment can be done—either you have a critical mass or you do not), a man asked me to check some arithmetic he had done, and I agreed, thinking to fob it off on some subordinate. When I asked what it was, he said, “It is the probability that the test bomb will ignite the whole atmosphere.” I decided I would check it myself! The next day when he came for the answers I remarked to him, “The arithmetic was apparently correct but I do not know about the formulas for the capture cross sections for oxygen and nitrogen—after all, there could be no experiments at the needed energy levels.” He replied, like a physicist talking to a mathematician, that he wanted me to check the arithmetic not the physics, and left. I said to myself, “What have you done, Hamming, you are involved in risking all of life that is known in the Universe, and you do not know much of an essential part?” I was pacing up and down the corridor when a friend asked me what was bothering me. I told him. His reply was, “Never mind, Hamming, no one will ever blame you.” | ” |
|   | — |   |

1946년에 해밍은 맨해튼 계획을 떠나, 벨 연구소의 연구원이 되었다. 여기서 해밍은 원래 탄성의 이론을 연구할 예정이었지만, 이를 위해 컴퓨터를 자주 사용하게 되어서 의도 외로 정보이론에 크게 공헌하게 되었다. 특히, 1950년에 해밍 거리 · 해밍 무게 · 해밍 부호의 개념을 도입한 논문을 출판하였다.
1950년대에 해밍은 IBM 650 컴퓨터를 사용하였으며, 이를 위하여 1956년에 루스 와이스(영어: Ruth A. Weiss)와 함께 초기 프로그래밍 언어 가운데 하나인 L2를 도입하였다.
1958년~1960년 동안 ACM의 회장을 맡았다. 공식적으로는 벨 연구소에 소속되었지만, 해밍은 스탠퍼드 대학교 · 캘리포니아 대학교 버클리 · 프린스턴 대학교 등에서 자주 강의하였다. 1968년에 튜링상을 수상하였다.
1976년에 벨 연구소에서 은퇴하였으며, 미국 해군대학원에서 컴퓨터 과학을 가르쳤다. 1997년 6월에 미국 해군대학원에서 은퇴하였으며, 같은 해 12월에 생애 마지막 강의를 하였다.
해밍은 평생 자녀를 두지 않았으며, 1998년 1월 7일 심근경색으로 사망하였다.

## 저서
- Hamming, Richard W. (1962). 《Numerical methods for scientists and engineers》 (영어). McGraw-Hill. ISBN 0-486-65241-6.
- Hamming, Richard W. (1968). 《Calculus and the computer revolution》 (영어). Houghton-Mifflin.
- Hamming, Richard W. (1971). 《Introduction to applied numerical analysis》 (영어). McGraw-Hill.
- Hamming, Richard W. (1972). 《Computers and society》 (영어). McGraw-Hill.
- Hamming, Richard W. (1977). 《Digital filters》 (영어). Prentice Hall. ISBN 978-0-13-212571-0.
- Hamming, Richard W. (1980). 《Coding and information theory》. Prentice Hall. ISBN 978-0-13-139139-0.; second edition 1986.
- Hamming, Richard W. (1985). 《Methods of mathematics applied to calculus, probability, and statistics》 (영어). Prentice Hall. ISBN 978-0-13-578899-8.
- Hamming, Richard W. (1991). 《The art of probability for scientists and engineers》 (영어). Addison-Wesley. ISBN 978-0-201-51058-4.
- Hamming, Richard W. (1997). 《Art of doing science and engineering: learning to learn》 (영어). Gordon and Breach. ISBN 978-90-5699-500-3.